# 승자독식시장
승자독식시장(Winner-Take-All Market)은 20 : 80의 사회를 넘어 소수의 사람이나 소수의 회사가 사회의 거의 전부의 부를 차지하게 되는 사회로 나아가는 현상을 표현하는 말이다.
경쟁자보다 우세한 제품이나 서비스가 해당 제품이나 서비스 등급의 수익에서 불균형적으로 큰 부분을 차지하는 시장이다. 제품의 최고 생산자가 경쟁사보다 훨씬 더 많은 수입을 올릴 때 발생한다. 승자 독식 시장의 예로는 스포츠 및 엔터테인먼트 시장이 있다.
서로 다른 작업량에 대한 보상 분배는 시장이 승자독식으로 간주되는 정도를 결정한다. 예를 들어, 대부분의 복권 게임은 한 사람이 전체 보상을 받고 나머지는 아무것도 받지 못하기 때문에 100% 승자 독식 시스템이다. 반면 사과 따기와 같은 대부분의 수작업은 승자 독식 시스템과 정반대이다. 이 사과 따기 예에서 보상은 선택한 양에 비례한다. 사과 한 상자만 선택한 사람도 그에 비례하여 보상을 받는다. 중간 사례도 있다. 예를 들어, 올림픽 경기에서는 상위 3명의 개인이나 팀에게만 메달이 주어지고 다른 선수들은 자랑할 권리와 홍보와 같은 적은 보상을 받는다.
일부 시장(예: 복권 게임)은 승자독식으로 설계되었지만 승자독식으로 진화하는 시장도 있다. 예를 들어, 철도 운송 이전에 피아노 시장은 승자독식이 아니었다. 철도의 가용성과 인기가 높아짐에 따라 선도적인 피아노 제조업체는 점차 규모가 커지고 피아노 시장의 더 많은 부분을 차지하게 되었으며 소규모 경쟁자는 시간이 지남에 따라 사라졌다.